# Експлуатаційна розвідка родовища корисних копалин
Експлуатаційна розвідка родовища корисних копалин (рос.эксплуатационная разведка месторождения полезных ископаемых, англ. mining exploration, mining prospecting; нім. Abbauerkundung f — найдетальніша стадія геолого-розвідувальних робіт, що проводяться в процесі розробки родовища.
Планується і здійснюється спільно з планами розвитку гірничих робіт, випереджаючи очисні роботи і, як правило, поєднується у часі з проходкою гірничо-підготовчих виробок.
Осносновне завдання експлуатаційної розвідки родовища корисних копалин — уточнення отриманих при детальній розвідці даних про морфологію, контури поширення, внутрішню будову тіл корисних копалин, склад і технологічні властивості корисних копалин, гідрогеологічні і гірничо-геологічні умови розробки на експлуатаційних горизонтах, що розкриваються, поверхах, уступах, дільницях. Результати експлуатаційної розвідки родовища корисних копалин використовуються для уточнення схем і проектних рішень по підготовці тіл корисних копалин до відробки, для визначення і обліку величин підготовлених і готових до виїмки запасів, поточного (річного) і оперативного (квартального, місячного, добового) планування видобутку корисних копалин, встановлення розмірів фактичного видобутку, втрат і розубожування, а також для контролю за повнотою і якістю використання надр.
Крім того, на основі результатів експлуатаційної розвідки родовища корисних копалин забезпечують приріст запасів корисної копалини шляхом виявлення нових покладів та переведенням запасів у більш високі категорії; виявляють гірнично-геологічні умови розробки окремих ділянок шахтного (кар'єрного) поля та ін.